# Léon Charvet
Pour les articles homonymes, voir Charvet.
Étienne Léon Gabriel Charvet, né le 15 mai 1830 à Lyon et mort le 6 mars 1916 à Paris, est un architecte et écrivain français.

## Biographie
Léon Charvet étudie à l'École des beaux-arts de Lyon où il suit notamment les cours de Chenavard.

## Réalisations

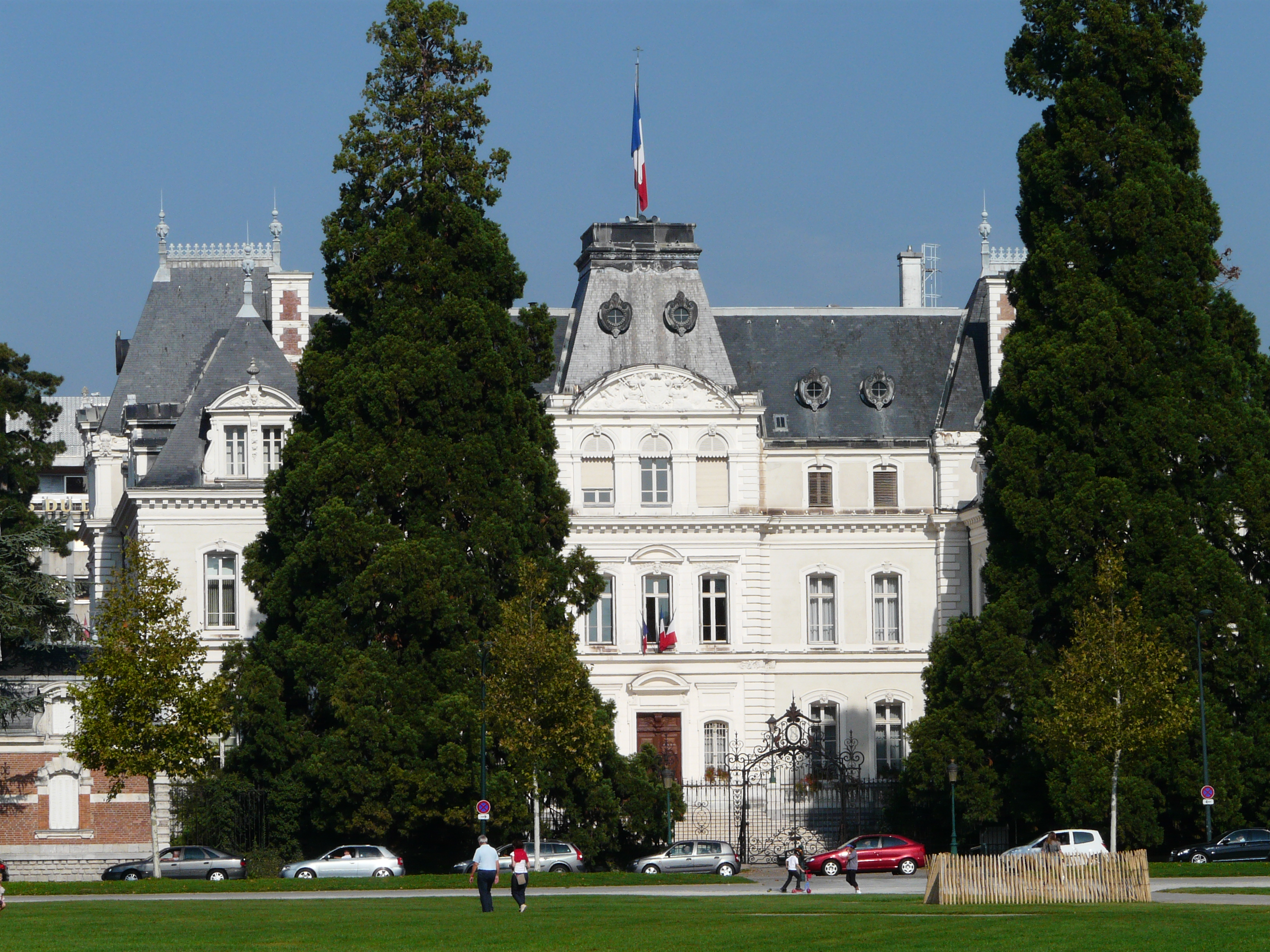
La préfecture de Haute-Savoie à Annecy.

Il participe à la construction de l'hôtel de la Caisse d'Épargne de Lyon en 1858 et la préfecture de Haute-Savoie à Annecy en 1860.
Il réalise également les bâtiments suivants :
- hôtel Le Mire à Lyon, quai Victor-Augagneur en 1860 ;
- le palais de justice de Bonneville ;
- la chapelle des Dames de Saint-Vincent-de-Paul, rue du Doyenné, à Lyon ;
- la chapelle des Dames de Saint-Joseph à Saint-Félicien ;
- la reconstruction de l'église de Gilhoc-sur-Ormèze ;

## Distinction
Charvet est admis dans plusieurs sociétés savantes :
- société académique d'architecture de Lyon en 1861 ;
- société florimontane d'Annecy en 1864 ;
- société littéraire historique et archéologique de Lyon en 1864 ; il en est président en 1878 ;
- société des sciences industrielles de Lyon en 1871 ;
- société de topographie historique de Lyon en 1872 ;
- société d'agriculture, sciences et arts du Puy en 1873 ;
- société d'éducation de Lyon en 1877 ;
- institut national genevois en 1882 ;
- Académie de Vaucluse en 1891.